# Веласкес Санчес, Фидель
Фиде́ль Вела́скес Са́нчес (исп. Fidel Velázquez Sánchez; 2 мая 1900, Николас-Ромеро — 21 июня 1997, Мехико) — мексиканский политик, деятель рабочего движения.

## Биография
Родился в Сан-Педро-Ацкапотцальтонго в семье мэра этого городка. Во время Мексиканской революции его семья переехала в Пуэбло. После смерти отца Санчес в 1920 году, не закончив даже шестого класса школы, переехал в пригород Мехико, где работал сначала рабочим в поле, а затем доставщиком молока, основав в 1921 или 1923 году профсоюз работников молочной промышленности.
В 1936 году стал одним из основателей Конфедерации трудящихся Мексики (КТМ), деятельность которой была тесно связана с правящей Институционально-революционной партией, став в 1941 году её лидером и занимая этот пост до конца своей жизни. В 1946—1952 и 1958—1964 годах был депутатом в Мексиканском сенате. 
Деятельность Веласкеса Санчеса оценивается крайне противоречиво: считается, что именно он сумел добиться законодательного закрепления права студентов на забастовки и своей деятельностью способствовал мерам по повышению заработной платы рабочих в Мексике в 1950-е и 1960-е годы. Вместе с тем, многие его поступки подвергаются жёсткой критике, в том числе поддержка непопулярных мер правительства по временному снижению заработной платы в ряд периодов истории, стремление любой ценой лишить влияния лидеров независимых профсоюзов, не входивших в КТМ, и так далее. Был также известен своим категорическим неприятием первомайских демонстраций. 
Будучи самым долгоживущим из представителей старого поколения ИРП (которых называли «динозаврами»), он также стал одним из самых консервативных. Он поддерживал неолиберальные реформы и соглашение о НАФТА, первым выступил с требованием исключения из ИРП требовавшего демократизации партии Куаутемока Карденаса (которого назвал «опасным радикалом» и «коммунистом») и резко осуждал деятельность САНО.